# Rachel Abrams
Rachel Abrams (nhũ danh Decter; ngày 2 tháng 1 năm 1951 - ngày 7 tháng 6  năm 2013, ở tuổi 62) là một nhà văn người Mỹ, biên tập viên và nghệ sĩ. Bà là con gái của Moshe Decter và Midge Decter và là vợ của Elliott Abrams.

## Sự nghiệp
Bà là một nghệ sĩ tạo hình và điêu khắc, và các tác phẩm văn học của bà xuất hiện trong một số ấn phẩm bao gồm The Wall Street Journal, The Weekly Standard và Commentary, được biên tập lần đầu bởi cha dượng của bà, Norman Podhoretz, và sau đó là anh trai cùng mẹ khác cha của cô (Midge Decter), John Podhoretz.
Abrams từng là thành viên hội đồng của Ủy ban Khẩn cấp Israel. Là một nhà phê bình những người có tư tưởng tự do, bà ấy đã viết một blog có khuynh hướng chính trị tên là Bad Rachel. Trong những năm 1970, bà đã dành ba năm làm việc cho Kibbutz Machanaynim ở Galilee.